# Oreodytes shorti
Oreodytes shorti är en skalbaggsart som beskrevs av Shaverdo och Hans Fery 2006. Oreodytes shorti ingår i släktet Oreodytes och familjen dykare. Inga underarter finns listade i Catalogue of Life.